# Фредрикссон, Мари
Мари́ Фре́дрикссо́но файле (полное имя Гун-Мари Фредрикссон швед. Gun-Marie Fredriksson, после замужества официально Гун-Мари Боиош швед. Gun-Marie Bolyos; 30 мая 1958, Эсшё — 9 декабря 2019[…], Юрсхольм, Стокгольм) — шведская певица, композитор, автор песен, пианистка, художница. Приобрела известность как вокалистка поп-рок-группы Roxette, которую основала совместно с Пером Гессле в 1986 году. Пик международной популярности дуэта пришёлся на конец 1980-х и начало 1990-х годов с выходом альбомов Look Sharp! (1988) и Joyride (1991). Шесть хитов группы возглавляли Billboard Hot 100: «The Look», «Listen to Your Heart», «Dangerous», «It Must Have Been Love», «Joyride» и «Fading Like a Flower (Every Time You Leave)».
Фредрикссон сделала успешную сольную карьеру на родине ещё до основания Roxette. Она была членом панк-рок-группы Strul, которая основала собственный музыкальный фестиваль в 1979 году. Распад группы Strul привёл к формированию следующего проекта — недолго просуществовавшей группы MaMas Barn, после чего она занялась сольной карьерой. Дебютный сольный альбом Het vind вышел в 1984 году. За ним последовали Den sjunde vågen (1986) и Efter stormen (1987). Международный прорыв с Roxette ознаменовал паузу в сольном творчестве певицы, которая прервалась лишь выходом внеальбомного сингла «Sparvöga» в 1989 году. Позже были выпущены сольные альбомы Den ständiga resan (1992) и I en tid som vår (1996).
В 2002 году певица потеряла сознание у себя дома, а позднее у неё была диагностирована опухоль мозга. В период реабилитации она продолжала записывать музыку как сольный артист. Так вышли альбомы The Change (2004), Min bäste vän (2006), а также внеальбомный сингл «Där du andas» (2008), который стал первым и единственным за всю её карьеру синглом № 1 в Швеции. Она также выпустила несколько альбомов с Roxette и гастролировала с группой в течение нескольких лет. В 2013 году вышел её последний сольный альбом Nu!
Фредрикссон также принимала участие в записи сольных альбомов Гессле и шведской группы Gyllene Tider.

## Биография

### Юность
Мари Фредрикссон родилась в небольшой шведской деревушке Эсшё и была младшей из пяти детей в семье Чарлза Йёсты Фредрикссона (1914—1981) и Инес Дагмар Фредрикссон (урожд. Хофферт; 1922—1998). Когда ей исполнилось четыре года, семья переехала в небольшой город Эстра Юнгбю, где Йёста нашёл работу почтальоном, а Инес — рабочей на фабрике. Ещё через три года старшая сестра Анна-Лиза (1945—1965) погибла в автомобильной аварии: девушка ехала покупать платье для вечеринки по случаю собственной помолвки, когда её автомобиль врезался в бензовоз. Мари вспоминала: «Ей было 20 — и я с трудом могу вспомнить её сегодня. Но я помню, как семья была подавлена горем. Полностью. После этого [случая] я замкнулась в себе. Мне было тогда всего семь лет».
Пока родители работали на полную ставку и не могли позволить себе нанять няню для детей, Мари и её братья и сёстры часто оставались дома одни без присмотра. Именно в это время с помощью своих сестёр и друзей она начала петь, научилась читать ноты и играть на некоторых музыкальных инструментах. К тем, кто поддерживал её страсть к занятиям музыкой, Мари также причисляла своего пастора. По её словам: «…с самого раннего детства и я, и моя сестра Тина ходили в воскресную школу. У нас был замечательный пастор в Эстра Юнгбю. У меня сохранились по-настоящему светлые, добрые воспоминания об этом городе, даже несмотря на то, что там погибла моя старшая сестра. Мне нравились все песни, что мы исполняли в церкви. Это был такой источник свободы для меня… для нас обеих».
Её интерес к музыке не угас и в подростковом возрасте, когда она открыла для себя творчество таких артистов как The Beatles, Joni Mitchell, Jimi Hendrix и Deep Purple. Она поступила в музыкальную школу в муниципалитете Свалёв, когда ей исполнилось 17 лет, там она подружилась со студентами театрального отделения и сочиняла с ними музыку для пьес, которые они сами и писали. Так как в школе не было другого вокалиста, который мог бы сравниться по диапазону с Фредрикссон, она вошла в труппу артистов, для которых писала музыку. Мюзикл объездил с гастролями всю Швецию; одно из представлений в Стокгольме посетил премьер-министр страны Улоф Пальме.

### Начало карьеры

#### Strul
После окончания музыкальной школы в 1977 году Фредрикссон переехала в Хельмстад, где недолго работала в местном театре, а затем стала участницей местной музыкальной инди-сцены. Вместе со своим бойфрендом Стефаном Дернбрантом (швед. Stefan Dernbrant) она основала панк-рок-группу Strul, которая состояла из большого числа часто сменяющих друг друга музыкантов, большинство из них покидали коллектив после единственного выступления. Пер Гессле и Матс Перссон (гитарист Gyllene Tider) даже успели недолго побыть членами группы. Группа часто и много прослушивалась на шведских звукозаписывающих лейблах, однако контракт подписала только лишь в 1981 году. Несмотря на это, в 1979 году они основали свой собственный независимый музыкальный фестиваль Strulfestivalen, который был финансово выгоден самой группе. Фестиваль проводился каждое лето в течение трёх лет вплоть до 1981 года.
Дернбрант покинул группу в декабре 1980 года, когда романтические отношения между ним и Фредрикссон прекратились. Благодаря успеху фестиваля, она решила продолжить выступать под именем Strul вместе с самым постоянным членом группы, гитаристом Мартином Штернхуфвудом (швед. Martin Sternhufvud). Популярность группы значительно возросла в 1981 году, в результате чего музыкантов пригласили на шведское ТВ выступить в некоторых музыкальных шоу. После этого Strul подписали контракт с независимым звукозаписывающим лейблом Bastun, который выпустил их первый и единственный дабл-А сингл «Ki-I-Ai-Oo» / «Strul igen» в июне того же года. Релиз был приурочен к фестивалю Strulfestivalen 1981 года, который оказался последним; группа окончательно распалась после «катастрофического» выступления на другом фестивале Pop Around the Clock, который транслировался по радио на всю Швецию.

#### MaMas Barn
Вокалист Мартин Штернхюсвуд и клавишница Мари Фредрикссон стали единственными постоянными членами их следующего проекта, MaMas Barn. Название коллектива является слиянием первых двух букв их имён. Дуэт часто репетировал в одном и том же помещении, что и группа Gyllene Tider, в результате чего Андерс Херрлин и Мике «Сюд» Андерссон, соответственно бас-гитарист и ударник последней, также стали членами группы. Близкие отношения между участниками двух коллективов стали результатом совместного творчества. Так, Фредрикссон записала вокальную партию для песни Gyllene Tider «Ingenting av vad du behöver» (1981). На следующий год MaMas Barn подписали контракт с CBS Records International, который затем был продан фирме WEA International, которая и финансировала выход их единственного альбома Barn som barn. Продюсером альбома стал гитарист ABBA Финн Хьёберг; диск вышел в ноябре 1982 года. Несмотря на то, что критики приняли релиз тепло, продажи были плохие, было продано всего около 1000 копий. Вскоре после этого группа распалась.

#### Сотрудничество с Лассе Линдбомом
Лидер Gyllene Tider Пер Гессле считал Мари «слишком талантливой, чтобы прятаться за синтезатором» и пригласил её на встречу с влиятельным и известным шведским продюсером Лассе Линдбомом (швед. Lars-Göran «Lasse» Lindbom). Тот был впечатлён голосом певицы и сразу предложил ей контракт с EMI Sweden, хотя поначалу она отказалась от сделки, заявив, что «слишком нервничает» и «не уверена в себе», чтобы начать сольную карьеру. Семья Мари, за исключением сестёр Уллы-Бритт и Тины, не поддержала её. Мать считала, что сначала надо получить образование и устроиться на серьёзную работу, а музыка непременно приведёт к наркотикам и вообще краху. Благодаря поддержке от сестёр и Пера Гессле Мари подписала контракт и начала работать бэк-вокалисткой.
Она записала главную вокальную партию в песне «Så nära nu», главном сингле альбома Линдбома Romantisk Blackout (1982). Альбом стал популярным в Швеции, и она стала частью коллектива Линдбома в качестве второй вокалистки во время большого тура группы по всей стране. После его завершения осенью 1983 года Фредрикссон записала некоторые бэк-вокальные партии для дебютного англоязычного альбома Gyllene Tider The Heartland Café, выпущенного в Швеции под оригинальным названием группы и в формате EP в Северной Америке под названием Roxette, которое Пер Гессле позаимствовал из одноимённой песни британской рок-группы Dr. Feelgood.

#### Сольная карьера и начало работы с Roxette
По настоянию Гессле Фредрикссон решила заняться сольной карьерой в конце 1983 года, посвятив время записи своего дебютного альбома с декабря 1983 по июнь 1984 года. Линдбом стал соавтором и продюсером. Песня «Ännu doftar kärlek» была выпущена как дебютный сингл в мае 1984 года и вошла в топ-20 на Sverigetopplistan, шведский национальный чарт. Дебютный альбом Het vind вышел в сентябре и также вошёл в топ-20 Sverigetopplistan. В поддержку альбома исполнительница отправилась в трёхмесячный тур, где выступала как сольная артистка, а также в составе группы Лассе Линдбома. Заглавный трек альбома стал вторым и последним синглом этого альбома; он вышел в октябре как b-side на шведской версии сингла Синди Лопер «All Through the Night», названной на шведском «Natt efter natt».
Её первый сольный тур прошёл с марта по июнь 1985 года, после которого она стала вокалисткой группы Spännande Ostar. Эта группа исполняла кавер-версии различных песен и несколько раз появлялась в различных шведских музыкальных программах на ТВ. Помимо Фредрикссон, в группе также играли Лассе Линдбом, Пер Гессле и Матс Перссон. В тот же год Фредрикссон и Линдбом отправились на Канарские острова писать песни для её второго сольного альбома Den sjunde vågen, который вышел в феврале 1986 года и достиг шестой строки в чарте альбомов Sverigetopplistan; в магазинах было продано порядка 90 000 пластинок. Песни «Den bästa dagen» и «Silver i din hand» были выпущены как синглы, в то время как заглавный трек и композиция «Mot okända hav» вошли в топ-10 Svensktoppen, шведского чарта песен, проигрываемых по радио. В 1986 году она стала лауреатом премии Rockbjörnen как лучшая шведская исполнительница и отправилась во второй сольный тур по стране.
В то время, как к середине 1980-х годов Фредрикссон стала известной и успешной в Швеции исполнительницей, карьера её приятеля и коллеги Пера Гессле, наоборот, шла на убыль. Его второй сольный альбом Scener продался тиражом всего 20 000 копий — по сравнению с 400 000 копиями альбома Moderna Tider, который его группа выпустила четырьмя годами ранее, это был полный провал. Управляющий директор лейбла EMI Sweden Рольф Нюгрен (швед. Rolf Nygren) предложил Гессле перевести одну из его песен на английский язык и записать её дуэтом с Мари Фредрикссон. Для этого Гессле выбрал песню «Neverending Love», которую записал новообразованный дуэт Roxette — это имя Gyllene Tider использовали при релизе альбома The Heartland Café в Северной Америке в 1984 году.
В те годы в Швеции было не принято петь на английском языке, и решение работать с Гессле могло обернуться провалом для успешной карьеры Фредрикссон, однако она пошла на риск, который позже оправдался сполна. Композиция неожиданно стала популярной и достигла третьей строки в шведском чарте синглов, став одной из самых популярных песен на шведском радио в том году. Дебютный альбом дуэта Pearls of Passion стал крайне успешным после своего выхода в октябре 1986 года, заняв вторую строку в чарте и продавшись в количестве 200 000 экземпляров, однако на международном рынке работа дуэта осталась незамеченной. Летом 1987 года Roxette отправились в своей первый тур Rock runt riket по 15 городам королевства, в котором также приняли участие певица Эва Дальгрен и группа Ratata.
Третий сольный альбом певицы Efter stormen был выпущен в октябре 1987 года. Альбом возглавил чарты; более 50 000 копий было продано в течение первого месяца после релиза, он был сертифицирован как «платиновый» Шведской ассоциацией звукозаписывающих компаний за поставку в магазины более 100 000 копий. Заглавный трек «Efter stormen» и песня «Bara för en dag» вошли в чарт топ-10 Svensktoppen, а в его поддержку был организован концертный тур, билеты на который были полностью распроданы.
21 октября 1988 года Roxette выпустили второй студийный альбом Look Sharp!. Диск получил невероятный коммерческий успех в Швеции, где продалось более 140 000 копий за первые десять дней после выхода пластинки, но международного успеха работа дуэта не достигла.
Две недели спустя EMI выпустила альбом Den flygande holländaren, посвящённый музыканту Корнелису Вресвику, скончавшегося годом ранее. Три песни, записанные Фредрикссон, вошли в этот сборник. Одна из них, «Felicia — Adjö», стала её первым хитом № 1 на Svensktoppen. Den flygande holländaren продержался на второй строке шведских чартов три недели подряд, на вершине же чарта находился альбом Roxette Look Sharp!. Сборник дважды получил «платиновую» сертификацию в Швеции, которая ознаменовала отгрузки в магазины более 200 000 дисков. Внеальбомный сингл «Sparvöga» вышел в феврале 1989 года и стал саундтреком к одноимённому мини-сериалу, а также её самым продаваемым и самым успешным синглом за всю карьеру. Фредрикссон выиграла премию «Грэммис» в категории «Исполнительница в стиле поп-рок» (1989), а также премию Rockbjörnen как лучшая шведская исполнительница в течение четырёх лет подряд.

### Всемирный успех с Roxette
«The Look» стал третьим синглом c альбома Look Sharp!, выпущенным в Швеции, и вошёл в десятку лучших синглов января 1989 года. В феврале трек неожиданно вошёл в чарт Billboard Hot 100, несмотря на то, что дуэт не подписывал контракт со звукозаписывающей студией в США; ранее местное отделение EMI не захотело заниматься продвижением музыки Roxette в Северной Америке, так как считало их музыку «неподходящей для американского рынка». Всего через восемь недель «The Look» возглавил чарты в США, а также ещё в 25 странах по всему миру. Сам альбом купили более 9 млн человек во всём мире. Песня «Listen to Your Heart» стала вторым хитом группы, возглавившим чарт Hot 100, а последний сингл альбома, песня «Dangerous», провела две недели на второй позиции. 1989 год Фредрикссон закончила, гастролируя с коллективом The Husbands, который состоял из Лассе Линдбома и Никласа Стрёмстеда и исполнял кавер-версии известных хитов.
В 1990 году она записала кавер на композицию Эверта Тоба «Så skimrande var aldrig havet» для трибьют-альбома Taube. В этот же год кинокомпания Touchstone Pictures предложила Гессле написать песню для готовящегося к выходу фильму «Красотка». В тот период у музыканта не было достаточно свободного времени, чтобы сочинить новую песню — Roxette уже отправились в свой первый международный гастрольный тур — и тогда был переделан сингл «It Must Have Been Love» 1987 года, который и вошёл в саундтрек к киноленте. Песня стала третьим хитом № 1 в США и до сих пор остаётся одним из самых известных и успешных синглов группы. В 1991 году группа выпустила свой третий альбом Joyride, который по сей день остаётся их самым успешным релизом — его мировые продажи составили 11 млн экземпляров. Заглавная песня стала четвёртым и последним хитом № 1 в чарте Hot 100, в то время как сингл «Fading Like a Flower (Every Time You Leave)» достиг только второй строчки. В поддержку альбома группа отправилась в тур Join the Joyride!, который стал самым крупным по числу городов туром группы.
После окончания мирового турне, записи и выхода четвёртого альбома Roxette Tourism Фредрикссон вернулась к своей сольной карьере. Вместе с бывшей вокалисткой ABBA Фридой Лингстад она приняла участие в записи песни «Änglamark» в июле 1992 года — запись вошла в альбом, средства от продажи которого передавались фондам по защите окружающей среды. Кроме того, Фредрикссон также исполнила эту песню вместе с другими артистами на торжественном вечере, который транслировался по телевидению месяцем позже. В октябре 1992 года вышел её очередной сольный альбом Den ständiga resan, который до сих пор остаётся её самым продаваемым и наиболее успешным среди критиков студийным альбомом, продажи которого превысили 185 000 штук в Швеции на 2002 год. Эта работа стала её музыкальным автопортретом и была написана как дневник, содержащий очень личные песни о её жизни, чувствах и отношениях. Необычайно личный альбом повлиял и на сложный период в её жизни. «Альбом отражает период четырёх- или пятилетней давности в моей жизни, — сказала Фредрикссон в интервью о диске. — В моей жизни был кризис с адскими побочными эффектами, но я рада, что всё уже позади». Песня «Ett enda liv» была написана о хорошей подруге Мари, которая покончила с собой. Мать певицы не одобрила творение дочери, не понимая, почему она решилась поделиться с широкой публикой такими откровенными и глубоко личными чувствами.
Исполнительница была номинирована на премию «Грэммис» 1993 года в трёх категориях, включая «Автор песен года» и «Исполнитель года». Фредрикссон стала лауреатом последней. Песни «Så länge det lyser mittemot» и «Mellan sommar och höst» были выпущены как коммерческие синглы этого альбома. Композиции «Så stilla så långsamt» и «Det regnar igen» также вошли в чарт лучших десяти песен Svensktoppen. В поддержку альбома был организован гастрольный тур по стране.
Во время мирового турне Join the Joyride Tour в Австралии артистка познакомилась с другом музыкантов группы, Микаэлем Боиошем. Через три дня после знакомства у них состоялась помолвка, а уже через год Фредрикссон была беременна. Будучи в положении, она дала несколько концертов в Швеции в поддержку альбома Den ständiga resan, а также выступила с Roxette на MTV Unplugged. 29 апреля 1993 года у неё родилась дочь Инес Юсефин.
Первой совместной работой Мари и Микаэла стала песня «Herren ber för dig», выпущенная в ноябре 1994 года для сборника Vilda fåglar: sånger om barn, продажи от которого были направлены на благотворительность в детские больницы Скандинавии. Летом следующего года она стала приглашённой вокалисткой в группе Боиоша Sugarcane, которая в то время давала серию концертов в хальмстадском ночном клубе Penny Lane. Она принимала участие в этих сериях концертов каждое лето с 1995 по 2002 год, исполняя вокальные партии в некоторых оригинальных песнях Боиоша и в многочисленных каверах, включая «The Good Life».
В 1996 году Мари записала альбом лучших баллад на испанском языке с Roxette и свой пятый сольный альбом I en tid som vår. Последний был записан совместно с супругом певицы в их домашней студии в Юрсхольме. На момент выхода альбома в ноябре Фредрикссон уже была на восьмом месяце беременности и поэтому отказалась от широкой рекламной кампании в поддержку диска. Альбом достиг второй строчки в чарте Sverigetopplistan, а заглавный сингл «Tro» стал самым долго находящимся в Swedish Singles Chart синглом в её карьере (как сольной, так и совместно с Roxette); он достиг восьмой строки и провёл в хит-листе 29 недель. 26 ноября 1996 года родился её второй ребёнок, сын Оскар Микаэль. В феврале 1997 года был выпущен сингл, который Фредрикссон исполнила с Анни-Фрид Лингстад — «Alla mina bästa år» — из альбома Фриды Djupa andetag (1996).
В 1997 и 1998 годах Фредрикссон продолжила сотрудничество в Пером Гессле: записав партию бэк-вокала для песни «I’ll Be Alright» из его третьего сольного альбома The World According to Gessle 1997 года, а затем отправившись в Испанию для записи нового студийного альбома Roxette Have a Nice Day, который вышел в феврале 1999 года. Она была гораздо больше вовлечена в написание песен для альбома и его продюсирование, чем ранее. Большое количество демо-версий было записано в её юршхольмской домашней студии. Она также была главной вокалисткой 10 из 14 песен альбома. На диск вошла песня «Waiting for the Rain» — первая песня Roxette, полностью написанная исключительно Мари Фредрикссон. До выхода этого альбома дуэт подписал новый контракт с их постоянным звукозаписывающим лейблом EMI, по которому к Фредрикссон отходили абсолютно все права на всю её дискографию. Процесс записи альбома был, по общему мнению её участников, сложным и конфронтационным. Фредрикссон позднее резко критиковала сопродюсера Михаэля Ильберта: «В итоге он меня „задавил“. Он общался только с Пером и [постоянным продюсером Roxette] Кларенсом Эверманом. Он жаловался всем и каждому, что мой голос слаб, что мне нужно перезаписывать мои вокальные партии и что мои песни не были достаточно хорошими. Он критиковал меня до тех пор, пока я однажды не расплакалась. Я потеряла всю уверенность в себе и более не чувствовала себя счастливой в Roxette».
В 1998 году умерла мать Мари, Инес, однако об этом событии написали только шведские газеты, и многие поклонники певицы не знали об этом в течение нескольких лет. Позже Мари случайно обмолвилась об этом факте в интервью и рассказала, что мать страдала болезнью Паркинсона в течение нескольких лет, и певица созванивалась с ней практически каждый день.
Первый сборник лучших хитов Äntligen – Marie Fredrikssons bästa 1984–2000 увидел свет в 2000 году и стал вторым самым продаваемым альбомом в Швеции после сборника группы Beatles 1. Он же стал и одним из самых продаваемых альбомом в стране и на следующий год, и трижды получил «платиновую» сертификацию за отгрузки в музыкальные магазины более 250 000 дисков. Две новые песни, которые были записаны для этого сборника, «Äntligen» и «Det som var nu», стали небольшими хитами. Последнюю песню Фредрикссон записала вместе с Патриком Исакссоном, это была шведскоязычная переделка одной демоверсии, которую Фредрикссон изначально спродюсировала для альбома Have a Nice Day. В поддержку сборника певица отправилась на гастроли по стране. Концерт в Стокгольме был снят на видео и выпущен зимой того же года на DVD вместе с аудиозаписью живого выступления под названием Äntligen — Sommarturné.
В 2001 году был выпущен седьмой студийный альбом Roxette Room Service. Несмотря на то, что Ильберт не присутствовал при записи этого альбома, Мари позже рассказывала, что «потеряла всякое желание продолжать работать с Roxette» и хотела бы появляться для этой цели в звукозаписывающей студии как можно реже; дошло до того, что она попросила водителя такси ждать её снаружи, пока она записывала вокал для «Milk and Toast and Honey». За выходом альбома последовал европейский тур в его поддержку, после которого Фредрикссон «попросила о встрече» с Гессле, на которой она обсуждала с ним распад Roxette, на что Гессле согласился. В июне 2002 года вышло подарочное издание Kärlekens Guld: пять студийных альбомов исполнительницы с улучшенным качеством звука были дополнены ранее неиздававшимися песнями, новыми буклетами и новым оформлением. Roxette запланировали выход двух альбомов-сборников, The Ballad Hits и The Pop Hits, в поддержку которых группа должна была дать ряд концертов из серии Night of the Proms по всей Европе. На 12 сентября 2002 года в Нидерландах была запланирована пресс-конференция, на которой должно было быть объявлено о том, что эти выступления станут для группы последними.

### Болезнь и восстановление
11 сентября 2002 года Фредрикссон вернулась домой с утренней пробежки, почувствовала себя плохо и упала в обморок, ударившись головой о раковину в ванной. После этого она была доставлена в Каролинскую университетскую больницу, где у неё была обнаружена злокачественная опухоль головного мозга. Проведённая через несколько недель операция по её удалению прошла успешно. После операции Фредрикссон прошла курс химио- и радиотерапии. В течение нескольких лет после этого она находилась на реабилитации. Во время лечения она получила определённые повреждения мозга и связанные с этим ограничения, такие как потеря возможности читать и считать, полная потеря зрения на правый глаз и частичная утрата двигательной активности правой стороны тела. Значительный период времени после лечения она не могла разговаривать.
Певица не смогла принять участие в записи запланированного альбома Roxette The Pop Hits. Её коллега Пер Гессле сам исполнил все песни (из написанных специально для этого сборника), однако Фредрикссон всё же нашла силы для исполнения бэк-вокальной партии в единственном сингле «Opportunity Nox». Были также отменены все запланированные концерты из серии The Night of the Proms, которые должны были пройти в Бельгии и Нидерландах в начале 2003 года.
В конце января 2003 года Король Швеции Карл XVI Густав наградил Фредрикссон и Гессле королевской Медалью Литературы и искусств. На этой церемонии Фредрикссон впервые появилась на публике после операции. 21 октября 2005 года в своём интервью газете Aftonbladet Фредрикссон заявила, что здорова и лечение ей больше не требуется.

### Возвращение
Уже через полгода после операции, всё ещё будучи в процессе реабилитации, она приняла участие в записи сольного альбома Пера Гессле Mazarin (2003). Фредрикссон записала бэк-вокальную партию для песни «På promenad genom stan» в собственной домашней студии в Юрсхольме. Оттуда материал был отправлен Гессле в Хальмстад, где и была сведена готовая композиция.
Примерно в это же время была начата работа над сольным альбомом Фредрикссон, песни в котором она впервые решила исполнить и записать на английском языке — диск получил название The Change.
В первую же неделю он возглавил шведский чарт альбомов и получил «золотую» сертификацию за отгрузки в музыкальные магазины, превышающие 30 000 экземпляров. В конце 2004 года альбом находился на 18 строке списка самых продаваемых альбомов в стране. Этот альбом также стал её первым студийным альбомом, который был официально выпущен за пределами Швеции. Заглавный сингл «2:nd Chance» вошёл в топ-10 лучших синглов Швеции. В связи с выходом пластинки Фредрикссон и её муж Мике Боиош объявили о создании новой звукозаписывающей студии MaryJane Music, в которой должны были записываться и издаваться все будущие сольные альбомы певицы.
Так как из-за последствий болезни и агрессивного лечения певица потеряла способность читать и писать, во время реабилитации она вновь открыла для себя страсть к рисованию и стала часто заниматься этим в качестве реабилитационной терапии. Так, она сама нарисовала картину, которая была использована для оформления её музыкального альбома The Change, а также организовала свою первую выставку картин, названную After the Change — в галерее Doktor Glas в Kungsträdgården были выставлены её 24 рисунка древесным углём. Позже была выпущена одноимённая книга со всеми 24 репродукциями. Позднее, в 2008 году, были организованы дополнительные выставки под названием A Table in the Sun в Стокгольме и Гётеборге.
В феврале 2006 года вышел новый альбом Фредрикссон Min bäste vän, для которого она записала кавер-версии самых любимых песен своего детства. Этот альбом добрался до третьего места в шведском чарте альбомов. Из альбома были выпущены два сингла: «Sommaräng» (автор Йон Хольм) и «Ingen kommer undan politiken» (только промосингл). Позднее в том же году вместе с Пером Гессле она записала две новые песни «One Wish» и «Reveal», которые были выпущены в сборнике лучших хитов A Collection of Roxette Hits: Their 20 Greatest Songs!. Фредрикссон также записала вокальные партии для нескольких треков в дебютном сольном альбоме своего супруга Микаэля Боиоша A Family Affair, который увидел свет в июне 2007 года. В ноябре Capitol Records выпустила сборник баллад Tid för tystnad — Marie Fredrikssons ballader, которые Фредрикссон исполняла за свою карьеру. В сборник вошли две ранее неиздававшиеся песни «Ett bord i solen» (переведённая на шведский язык песня «A Table in the Sun») и «Ordet är farväl». Последняя основана на тексте, который Пю Бэкман написала для дебютного альбома исполнительницы Het vind (1984).
8 февраля 2008 года в стокгольмской галерее So Stockholm открылась вторая выставка работ Фредрикссон под названием Ett bord i solen. На выставке также продавалась книга, изданная тиражом 300 экземпляров. В книге напечатаны шесть портретов Фредрикссон, имеется описание всех её работ, а также репродукции 37 картин с вернисажа. Певица заявляла, что из всех видов искусства в настоящее время предпочитает живопись углём и пастелью. В интервью на открытии вернисажа она также подтвердила, что в результате проведённой операции на мозге в 2002 году полностью потеряла зрение на правый глаз, которое уже никогда не восстановится.
В августе 2008 года Фредрикссон записала песню «Där du andas» («Где ты дышишь») (авторы песни Никлас Стрёмстед и Андерс Гленмарк) для шведского фильма «Арн: Королевство в конце пути». 28 августа этот сингл, впервые в карьере Фредрикссон, дебютировал в официальном музыкальном хит-параде Швеции на первом месте. Через неделю сингл опустился на третье место, уступив первое место Кети Перри с синглом «I Kissed a Girl», и второе — Уле Свенссону с синглом «Feelgood».
С 20 сентября по 5 октября 2008 года в Гётеборге прошла очередная выставка картин Фредрикссон в зале Lilla Galleriet.
Зимой 2008 года она приняла участие в серии концертов Stjärnklart, на которых выступала вместе с другими шведскими артистами.
В мае 2009 года Фредрикссон приняла участие в двух концертах Пера Гессле в рамках Party Crasher tour 2009, объявив о возвращении на сцену и продолжении сотрудничества с Гессле в группе Roxette. После окончания тура Гессле рассказал газете Aftonbladet, что Roxette выступят с серией концертов Night of the Proms в 2009 году. В первый вечер тура корреспонденты шведской газеты Expressen сообщили, что с мая 2009 года дуэт работает над записью нового студийного альбома.
25 сентября 2013 года вышел новый сингл на шведском языке «Kom vila hos mig» из альбома Nu!. Би-сайдом к синглу стала демоверсия песни. В то же время Фредрикссон начала работу над новым студийным альбомом Roxette Good Karma. Она также писала автобиографию и собиралась отправиться в гастрольный тур в ближайшем будущем.
Дуэт выступил на частной церемонии бракосочетания шведской кронпринцессы Виктории и Даниэля Вестлинга в Стокгольмском дворце 18 июня 2010 года. После этого Roxette дали семь концертов в Европе летом 2010 года.
Сингл «She's Got Nothing On (But the Radio)» вышел в январе 2011 года и стал достаточно заметным хитом в континентальной Европе, и самым успешным синглом группы в Германии с 1992 года после «How Do You Do!». Восьмой студийный альбом Charm School увидел свет через месяц.
The Neverending World Tour, первый мировой тур группы за предыдущие 15 лет, начался в марте 2011 года и завершился в феврале 2016 года.
Девятый студийный альбом Travelling вышел в марте 2012 года. В июне 2013 года Фредрикссон исполнила свой хит «Ännu doftar kärlek» на свадьбе принцессы Мадлен и Кристофера О’Нилла.
В ноябре того же года она выпустила свой последний альбом Nu!. Он стал первым сольным альбомом певицы с оригинальным материалом на шведском языке с 1996 года. В поддержку альбома певица отправилась в тур по 19 городам Швеции — её первый сольный тур с 2000 года.
Десятый и последний студийный альбом Roxette Good Karma вышел в июне 2016 года, за этим должен был последовать европейский тур, в том числе отмечая 30-летний юбилей группы. Двадцать уже запланированных концертов были отменены после того, как лечащие врачи исполнительницы рекомендовали ей прекратить гастролировать ввиду плохого состояния здоровья. 18 апреля 2016 года она выпустила заявление: «К сожалению, я больше не могу гастролировать и я хочу использовать эту возможность, чтобы поблагодарить наших замечательных поклонников которые следовали за нами в этом долгом и ветреном путешествии». В социальных сетях группа Roxette поблагодарила поклонников группы за «прекрасные тридцать лет вместе».
30 мая 2017 года в день своего 59-го дня рождения Фредрикссон выпустила новый англоязычный сингл «Alone Again». Это джазовая композиция, исполненная в сотрудничестве с Max Schultz и Magnus Lindgren. В одном из интервью Фредрикссон упоминала, что полна решимости записать новый джазовый альбом и, скорее всего, этот сингл может стать его первым синглом.

### Смерть
Мари Фредрикссон скончалась утром 9 декабря 2019 года у себя дома в пригороде Стокгольма после тяжёлой и продолжительной болезни. Об этом стало известно на следующий день из пресс-релиза её менеджера Мари Димберг. Ведущие мировые СМИ посвятили Фредрикссон первые полосы, вспоминая и оценивая вклад певицы в мировую поп-культуру.

### События после смерти

#### «En kväll för Marie Fredriksson»
20 января 2020 года в гётеборгском Большом театре состоялся музыкальный концерт (трибьют) En kväll för Marie Fredriksson, посвящённый памяти Мари Фредрикссон и её вкладу в современную шведскую музыку.
На концерте было исполнено 14 песен, по семь из сольного каталога певицы и из репертуара группы Roxette:
1. Агнес Сарафиан и хор Solid Gospel — «Tro»
2. Линнея Хенрикссон — «Efter stormen»
3. Хелена Юсефссон, Дея Норберг и Майя Франсис — «Hus vid havet»
4. Петра Марклунд — «Listen To Your Heart»
5. Ева Дальгрен — «Sparvöga»
6. Майя Франсис и Кристофер Лундквист — «Things Will Never Be The Same»
7. Анне-Ли Рюде[англ.] и Санне Саломонсен — «Dressed For Success»
8. Лассе Линдбом — «Ännu doftar kärlek»
9. Майя Иварссон — «Sleeping In My Car»
10. Дея Норберг и Кристофер Лундквист — «Om du sag mig nu»
11. Пер Гессле и Агнес Карлссон — «It Must Have Been Love»
12. Пер Гессле, Хелена Юсефссон и Дея Норберг — «The Look»
13. Хор Solid Gospel — «Den bästa dagen»
14. Дея Норберг и Хелена Юсефссон — «Fading Like A Flower»

Кроме того, в качестве приглашённых музыкантов выступали участники группы Roxette (Юнас Исакссон, Пеле Альсинг и Кларенс Эверман), музыканты Gyllene Tider (Андерс Херрлин и Мике «Сюд» Андерссон), Стафан Астнер (постоянный гитарист Фредрикссон) и другие.
Посетить концерт можно было по специальному приглашению, которые рассылались друзьям и коллегам Мари Фредрикссон. Так, среди присутствующих в зале были музыканты Gyllene Tider (Йоран Фритцон и Матс МП Перссон), а также шведский режиссёр Колин Нютле и его супруга, актриса Хелена Бергстрём. Последние создали фильм «Такова жизнь», саундтреком к которому стали песни Фредрикссон и группы Roxette. Ограниченное количество билетов поступило в продажу и для частных лиц. Концерт посетили десятки поклонников певицы со всего света от Германии до Бразилии.
Запись концерта была впервые показана по шведскому телеканалу SVT1 25 января 2020 года. Только прямую трансляцию выступления посмотрели 1,3 млн человек в Швеции (13 % от общего населения страны), не считая повторных показов и зрителей онлайн из других стран. Представлению посвятили свои полосы крупнейшие шведские газеты.

#### АвтобиографияKärleken till livet
Оригинальная версия автобиографии Мари Фредрикссон, написанная совместно с Хеленой фон Цвейгберг Kärleken till livet была опубликована на шведском языке в 2015 году.
Позднее книга была переведена на следующие языки:
- немецкий Listen to my heart: Meine Liebe zum Leben (2016)[144]
- чешский Listen to My Heart: Moje láska k životu (2017)[145]
- испанский Listen to my heart (2019)[146]
- венгерский Listen To My Heart — Hallgass a szívemre (28 февраля 2020 года)
- португальский Listen to My Heart (2021)[147]
- русский «Любовь к жизни» (2022, изд-во «Нордбук»)
- английский Listen to My Heart: Life, Love & Roxette (25 апреля 2023 года, изд-во «1984 Publishing»)

#### 2021 год
28 мая, за два дня до 63-го дня рождения певицы был выпущен её сингл на песню «Stay», записанную в 1999 году. Это первый сольный сингл певицы, вышедший посмертно.

#### 2023 год
26 мая 2023 года, за несколько дней до 65-летия со дня рождения певицы, был выпущен сингл на песню «Crazy 'Bout You Baby». Это кавер на песню Айка и Тины Тёрнер, которая скончалась двумя днями ранее. Оригинальная песня вышла в альбоме Outta Season (1969). Фредрикссон записала свою версию песни в 2003 году на стокгольмской студии Polar Studios сразу после окончания работы над сольным альбом The Change.
В день рождения певицы 30 мая шведский телеканал SVT транслировал запись памятного концерта, прошедшего в январе 2020 года в память о Фредрикссон в Stora Teatern в Гётеборге.
На октябрь 2023 года в Стокгольме (Berwaldhallen) запланированы три концерта под названием Ännu doftar kärlek (песня Фредрикссон) в память о певице. Дирижёром выступил Christoffer Nobin, который уже организовывал подобные концерты в честь Фредрикссон ранее. Одним из артистов, которые примут участие в выступлении, будет Хелена Юсефссон, бэк-вокалистка Roxette. Произведения будут исполняться под аккомпанемент Симфонического оркестра Шведского радио.

#### 2024 год
Летом 2024 года на широкие экраны Швеции вышел художественный фильм Sommartider, повествующий об истории группы Gyllene Tider, с которой Фредрикссон сотрудничала в 1970—1980-х годах. Роль певицы в картине воплотила шведская певица Элла Тиритиелло.
6 декабря 2024 года вышел концертный альбом Live från Cirkus, записанный во время выступления Мари Фредрикссон в Стокгольме в рамках тура «Nu!» (2014). Альбом вышел на компакт-дисках, а также на 2-LP ограниченным тиражом 1000 экземпляров. Над выпуском этого издания работал вдовец Фредрикссон музыкант Мике Боиош и продюсер Roxette Кристофер Лундквист. По случаю выхода этого альбома Боиош дал короткое интервью порталу «RoxetteBlog». Когда интервьюер заметил, что за время прошедшее с кончины певицы Боиош старался выпускать какой-то материал в мае (по случаю её дня рождения) или в декабре (по случаю дня её памяти) — стоит ли ожидать ещё какого-то материала в будущем? Боиош подтвердил, что данный альбом является последним релизом работ Фредрикссон и новых изданий ждать не следует.

## Личная жизнь
Была замужем за Микаэлем Боиошем. В семье родились дочь Юсефин (1993) и сын Оскар (1996).
В последние годы жизни жила в Юрсхольме, пригороде Стокгольма.

## Память
Король Швеции Карл XVI Густав отреагировал на кончину певицы такими словами: «Для многих в нашей стране, как и для членов моей семьи, её музыка тесно связана с воспоминаниями об особенно важных событиях в жизни». Известно, что король был поклонником творчества Фредрикссон, она даже выступала на свадьбах его дочерей: в 2010 году — на свадьбе кронпринцессы Виктории, а в 2013 году — на свадьбе принцессы Мадлен.
Премьер-министр Швеции Стефан Лёвен написал на своей странице в Facebook: «Я всё ещё точно помню, как услышал её [пение] впервые и подумал тогда: „Этот голос просто необычайный“». В своём посте Лёвен также обозначил её место среди «самых популярных шведских музыкантов».
Через сутки после известия о кончине певицы в Стокгольме около нынешней студии Baggpipe (ранее в этом здании располагалась студия EMI, где Фредрикссон записала свои многочисленные хиты) был устроен мемориал. Он просуществовал ровно месяц. В мемориальной книге сделали свои записи тысячи поклонников певицы со всего света.
- Мемориал Мари Фредрикссон около Baggpipe Studios (бывшая студия EMI, где записывались Roxette) в Стокгольме, Швеция, 14 декабря 2019 года[158]
- Мемориал около шведского посольства в Москве, Россия. Декабрь 2019 года
- Мемориал около входа в генеральное консульство Швеции в Санкт-Петербурге, Россия. Декабрь 2019 года

На следующий день после известия о кончине певицы муниципалитет шведского города Норрчёпинг принял решение об исполнении на карильоне башни мэрии одной из самых известных песен Фредрикссон — «Sparvöga». В течение всей недели с понедельника до воскресенья включительно карильон исполнял «Sparvöga» дважды в день, в 12:55 и 16:55.
Портал «The Daily Roxette» открыл виртуальную мемориальную книгу, в которой каждый может оставить запись или загрузить свою собственную фотографию, напоминающую о памятных моментах или встречах с певицей. Сообщение об этом разместили Пер Гессле (на своей официальной странице в Facebook), а также журнал «Rolling Stone» (немецкая версия).
Американский журнал «Billboard» в серии статей «Forever No. 1», посвящённой недавно скончавшимся артистам, достигшим первой строчки хит-парада Billboard Hot 100, опубликовал материал, посвящённый песне Roxette «The Look». Это же издание отметило, что после известия о кончине исполнительницы, уровень проигрывания произведений Roxette в США увеличился на 770 %.
Известный австралийский кантри-исполнитель Кит Урбан, супруг актрисы Николь Кидман, на концерте в Нэшвилле исполнил семиминутную medley, в память о музыкантах, покинувших этот мир в 2019 году. Своё исполнение Урбан начал с песни «It Must Have Been Love», посвящённой памяти Фредрикссон.
23 января 2020 года «Rock Cinema» в Осло отпраздновало своё 30-летие показом документального фильма Юнаса Окерлунда «Roxette Diaries» в кинотеатре «Rockefeller». Показ был также приурочен к памяти недавно скончавшейся солистки группы.
Память певицы почтили на 62-й церемонии вручения наград «Грэмми» в США, а также во время церемонии вручения премии «Грэммис» в Швеции. Лове Бьюрман исполнил кавер на песню «Tro», а гости церемонии почтили память певицы минутой молчания. На этой церемонии группа Roxette получила почётную премию «Грэммис» за вклад в развитие современной поп-музыки. Награду приняла менеджер группы Мари Димберг.
5 февраля 2020 года британская певица Карен Хардинг выпустила кавер на песню «It Must Have Been Love», посвящённый памяти Мари Фредрикссон.
В феврале 2020 года в церкви шведского города Эста-Юнгбю, в котором певица провела своё детство, было организовано два концерта в её честь. Кантор церкви Анне Ферм исполняла хиты Мари Фредрикссон, а вся выручка от продажи билетов была передана шведскому фонду по борьбе с раком «Cancerfonden». В этом же месяце в немецкой федеральной земле Шлезвиг-Гольштейн в рамках хора-флешмоба была исполнена песня «It Must Have Been Love» в память о вокалистке Roxette. Песню исполняли 3500 человек.
В мае 2020 года шведская победительница конкурса «Евровидение» (1991) Карола исполнила песню «Tro» из репертуара Фредрикссон в её честь во время трансляции благотворительного гала-концерта «Världens viktigaste kväll».
В июне 2020 года исполненная Пером Гессле и Агнес Карлссон во время памятного концерта En kväll för Marie Fredriksson песня «It Must Have Been Love» вышла в качестве сингла с дополнением в названии: «A tribute to Marie Fredriksson» (В честь Мари Фредрикссон). Примерно через неделю после выхода сингла, Агнес исполнила эту же песню в серии ежегодных концертов «Allsång på Skansen» и вновь посвятила её памяти ушедшей певицы.
10, 11 и 12 марта 2022 года в память о Мари Фредрикссон в шведском городе Мальмё были даны три концерта. Выступления прошли в концертном зале «Malmö Live Konserthus» в рамках культурной программы тематического года «100 женщин, 100 лет» (швед. 100 kvinnor, 100 år). Концерт симфонического оркестра Мальмё (Malmö Symphony Orchestra) и трёх солистов (Хелены Юсефссон, Аманды Бергман и Эмиля Сванэнгена [выступает под псевдонимом Loney Dear]) состоял из двух актов. Автором идеи, дирижёром и аранжировщиком являлся Кристофер Нобин (швед. Christoffer Nobin).
Официальная туристическая организация Швеции «Visit Sweden» запустила проект «Cover Sweden», в рамках которого известные журналисты путешествуют по стране и рассказывают о фотографиях, украшающих обложки известных музыкальных альбомов. Музыкальный журналист Erik Ekstrand посетил Хальмстад, где была сделана фотография для обложки альбома Мари Фредрикссон Efter stormen (1987). Альбом разошёлся в количестве 250 000 копий и занял первое место в шведском чарте альбомов. Экстранд также рассказывает историю переезда Фредрикссон из Эстра-Юнгбю в столицу лена Халланд и отмечает, что она какое-то время работала официанткой в кафе «Café Tre hjärtan» (Три сердца). В настоящее время кафе является своего рода достопримечательностью и почти каждый житель Хальмстада знает об этом факте.

## Отзывы критиков и других музыкантов о Фредрикссон
Многие известные музыканты в своих интервью не раз давали оценки творчеству Фредрикссон.
- Фрида из группы ABBA, которая не раз сотрудничала с Фредрикссон, отмечала её отменный музыкальный вкус. Обе певицы — поклонницы творчества Джони Митчелл и Эллы Фитцжеральд — записали несколько песен дуэтом в стиле упомянутых музыкантов, которые в 1996 году вошли в альбом Фриды Djupa andetag[12][176].
- Шведский блюзовый певец Тотта Неслунд, умерший в 2005 году, записал в 2001 году альбом «Duetterna», в который вошли две песни, исполненные дуэтом вместе с Фредрикссон, «Ett minne bättre glömt» и «Sommarens sista servitris». В интервью Тотта признавался, что это был самый «необычный и интересный опыт записи песен»; он считал Мари «звездой мирового уровня»[12][177].
- Пер Гессле, коллега Фредрикссон по группе Roxette во многих интервью отмечал, что она — «самый лучший друг, о котором можно только мечтать», несмотря на то, что «у неё не самый сладкий характер»[178][179].
- Шведский режиссёр Йонас Окерлунд заявлял, что Фредрикссон была «чертовски хорошим» человеком. Всё что она делала, шло от сердца. «Не так много существует сегодня артистов такого уровня как она и подобных артистов вообще»[180].
- «Огромной частью своей жизни» назвал артистку шведский продюсер и басист Roxette Кристофер Лундквист[181].

## Дискография

### Сольные студийные альбомы
- 1984 — Het vind
- 1986 — Den sjunde vågen
- 1987 — Efter stormen
- 1992 — Den ständiga resan
- 1996 — I en tid som vår
- 2004 — The Change
- 2006 — Min bäste vän
- 2013 — Nu!

### Концертные альбомы
- 2000 — Äntligen — Sommarturné
- 2024 — Live från Cirkus

### Сборники
- 2000 — Äntligen – Marie Fredrikssons bästa 1984–2000
- 2007 — Tid för tystnad

### Синглы
- 1984 — «Ännu doftar kärlek»
- 1984 — «Het vind»
- 1985 — «Den bästa dagen»
- 1986 — «Silver i din hand»
- 1987 — «Efter stormen»
- 1989 — «Sparvöga»
- 1992 — «Så länge det lyser mittemot»
- 1993 — «Mellan sommar och höst»
- 1996 — «Tro»
- 1996 — «I en tid som vår»
- 1997 — «Ber bara en gång»
- 2000 — «Äntligen»
- 2000 — «Det som var nu»
- 2004 — «2:nd chance»
- 2005 — «All about you»
- 2005 — «A table in the sun»
- 2006 — «Sommaräng»
- 2006 — «Ingen kommer undan politiken»
- 2007 — «Ordet är farväl»
- 2008 — «Ett bord i solen»
- 2008 — «Där du andas» (радиоверсия)
- 2013 — «Kom vila hos mej»
- 2017 — «Alone Again»
- 2017 — «I Want To Go»
- 2018 — «Sing Me A Song»
- 2020 — «Sea of Love»
- 2021 — «Stay»
- 2023 — «Crazy 'Bout You Baby»

Первый тираж сингла «Där du andas» был выпущен в глянцевом картонном конверте (номер по каталогу 334 24691, Bonnier Music), однако звукозаписывающая компания обнаружила, что штрихкод содержит ошибку. Выпуск сингла приостановили, однако 300 копий всё же было сделано. Второй тираж сингла вышел в матовом картонном конверте с «правильным» штрихкодом.
28 мая 2021 года вышел сингл «Stay». Это первый сольный сингл Фредрикссон, который вышел посмертно. До этого, Пер Гессле выпустил две песни, записанный певицей для Roxette, которые, по его мнению, могут быть вообще последними записями, которые Мари успела записать. Кроме того, это третий сингл (после «Alone Again» (2017) и «Sing Me A Song» (2018)), который был выпущен на день рождения певицы.

## Музыка Фредрикссон в кино
- «Такова жизнь[швед.]» (1996, реж. Колин Нютле): «Ännu Doftar Kärlek», «I en tid som vår», «Tro»[182][183] (а также хит Roxette «It Must Have Been Love»)
- «Арн: Королевство в конце пути» (2008, реж. Петер Флинт[англ.]): «Där du andas»

## Сотрудничество
Фредрикссон — автор некоторых песен в сольных альбомах других исполнителей. Одни из наиболее известных:
- Anna Book (Annamma) — «Det Finns Mycket Som Man Inte Kanner Till» (вместе с L. Lindbom)
- Efva Attling — «Utan Dej» (вместе с Efva Attling)
- Jenny Öhlund — «Nar Natten Blir Dag» (вместе с L. Larsson)
- Marie Fredriksson (Back Vocal) & Triad — «Ut Ur Skuggan — In I Solen» (вместе с L. Lindbom)
- Неизвестный исполнитель — «Schmetterling» («Sparvöga»)

Каверы
Песни Фредрикссон не раз исполняли многие шведские артисты. В их числе:
- Stefan Borsch — «Ännu doftar kärlek» (альбом «Stefan Borsch», 2007)
- Ingmar Nordström — «Ännu doftar kärlek» (альбом «Saxpartyfavoriter», 2007)
- Curt Haagers — «Ännu doftar kärlek» (альбом «20 Goa bitar», 2007)[184]
- Erik Linder — «Tro», «Ännu doftar kärlek» (альбом «Inifrån», 2009)[185]
- Opeth — «Den Ständiga Resan» (альбом «Watershed» (Special Edition), 2008)

## Номинации и награды
Номинации на «Грэммис»:
- Поп-рок певица года 1987 («Efter stormen»)
- Лучший артист года 1988 (за альбом «Look Sharp!» в составе Roxette)
- Лучший артист года 1991 (за альбом «Joyride» в составе Roxette)
- Поп-рок певица года 1992 («Den ständiga resan»)
- Автор песни года 1992 («Den ständiga resan»)
- Поп-рок певица года 1996 («I en tid som vår»)

Награды «Грэммис»:
- Поп-рок певица года 1988 («Den flygande holländaren»)
- Лучшая поп-группа года 1991 (за альбом «Joyride» вместе с Roxette)
- Исполнитель года 1992 («Den ständiga resan»)[186]